# Stade des Costières
Het Stade des Costières is een voetbalstadion in de Franse stad Nîmes. Het is de thuishaven van de voetbalclub Nîmes Olympique, uitkomend in de Ligue 2, en het heeft een capaciteit van 18.482 plaatsen. Het stadion werd geopend in 1989.

## Interlands
| 1 | 28 mei 1990      | Hongarije – Verenigde Arabische Emiraten | 3 – 0 | Vriendschappelijk |
| 2 | 21 februari 1996 | Frankrijk – Griekenland                  | 3 – 1 | Vriendschappelijk |